# Nativo (banda)
Nativo fue una banda argentina de heavy metal y rock fundada por Gustavo Rowek y Sergio Berdichevsky luego de su partida de Rata Blanca en 1998. A ellos se integraron Fernando 'Carucha' Podesta como vocalista y Javier Tumini como bajista. En 1999 telonean a Megadeth y poco después editan su primer álbum de estudio Consumo. Dos años después editan Futuro con varios músicos invitados que seguía más o menos la misma línea que su predecesor. Luego en 2003 producen "Vos También" donde comienzan algunos cambios en la dirección artística de la banda un álbum más melódico que los anteriores que incluía varias versiones. En 2005 Tumini abandona la banda y en su lugar entra Ezequiel Palleiro con quien comienzan a trabajar lo que se conoce como "Y Que". La banda se separa en 2011, cuando Gustavo Rowek decide comenzar su carrera solista con una banda que lleva su propio nombre Rowek banda en la que también militan Berdichevsky y Palleiro.

## Miembros
- Gustavo Rowek - Batería (1998 - 2011)
- Sergio Berdichevsky - Guitarra (1998 - 2011)
- Fernando Podesta - Vocales (1998 - 2011)
- Ezequiel Palleiro - Bajo (2005 - 2011)
- Javier Tumini - Bajo (1998 - 2005)

## Discografía
- Consumo (1999)
- Futuro (2001)
- Vos también (2003)
- ¡Y que! (2008)

- Datos: Q6038732